# Resolution 2334 des UN-Sicherheitsrates
Die Resolution 2334 des UN-Sicherheitsrates wurde am 23. Dezember 2016 auf der 7853. Sitzung des UN-Sicherheitsrates mit 14 Stimmen ohne Gegenstimme angenommen, mit einer Enthaltung (Vereinigte Staaten). Der Sicherheitsrat bekräftigt darin, dass Israels Siedlungen keine rechtliche Gültigkeit besitzen und eine flagrante Verletzung des Völkerrechts darstellen.
Zunächst wird die Gültigkeit der vorhergehenden Resolutionen 242 (1967), 338 (1973), 446 (1979), 452 (1979), 465 (1980), 476 (1980), 478 (1980), 1397 (2002), 1515 (2003) und 1850 (2008) zu diesem Thema bekräftigt. Besonders hervorgehoben wird die Resolution 1515 (2003) mit dem Fahrplan des Nahost-Quartetts, wonach Israel verpflichtet ist, jegliche Siedlungstätigkeit, einschließlich des „natürlichen Wachstums“, einzufrieren und alle seit März 2001 errichteten Siedlungsaußenposten abzubauen. Abermals wird verlangt, dass Israel alle Siedlungstätigkeiten in dem besetzten palästinensischen Gebiet, einschließlich Ost-Jerusalems, sofort vollständig einstellt.
Es wird festgehalten, dass nur solche Änderungen der Linien vom 4. Juni 1967, einschließlich in Bezug auf Jerusalem, zukünftig anerkannt werden, die die Parteien auf dem Verhandlungsweg vereinbaren.
Alle Staaten werden aufgefordert, in ihren relevanten Beziehungen zwischen dem Hoheitsgebiet des Staates Israel und den seit 1967 besetzten Gebieten zu unterscheiden.
Es werden Sofortmaßnahmen zur Verhütung aller Gewalthandlungen und zur Terrorismusbekämpfung sowie eine klare Verurteilung aller Terrorakte angemahnt.
Es werden verstärkte Bemühungen gefordert um die Vision einer Region zu realisieren, in der zwei demokratische Staaten, Israel und Palästina, Seite an Seite in Frieden innerhalb sicherer und anerkannter Grenzen leben.